# ChorusOS
ChorusOS – oparty na mikrojądrze system operacyjny czasu rzeczywistego zaprojektowany dla systemów wbudowanych.

## Historia
Projekt ChorusOS jako rozproszonego systemu czasu rzeczywistego powstał w INRIA w latach 80. XX w. Z biegiem czasu więcej wysiłków zaczęto poświęcać obsłudze czasu rzeczywistego i modularyzacji, zmniejszając nacisk na przetwarzanie rozproszone.
W 1997 roku Sun Microsystems przejął firmę Chorus Systems, która zajmowała się ChorusOS. Obecnie jednak system ten nie jest już wspierany przez Suna. W sierpniu 2002 założyciele Chorus Systems powołali nową firmę – Jaluna. Zajmuje się ona projektowaniem systemów wbudowanych przy użyciu Linuksa i ChorusOS (który określają nazwą „C5”).
Kod źródłowy ostatniego drzewa rozwojowego został opublikowany na otwartej licencji przez Suna. Jaluna uzupełniła ten kod i udostępniła kompletny, działający system.

## Cechy
Charakterystycznym elementem w Systemie Chorus jest mikrojądro, ponad którym są implementowane inne użytkowe podsystemy (np. Unix). Nomenklatura systemu Chorus także jest dość specyficzna. Np. popularne procesy z innych systemów, w Chorusie są nazywane „aktorami”. Chorus jest przystosowany do realizowania wątków i pracy z pamięcią dzieloną, tak że jego budowa jest w znacznym stopniu modularna.